# Academ

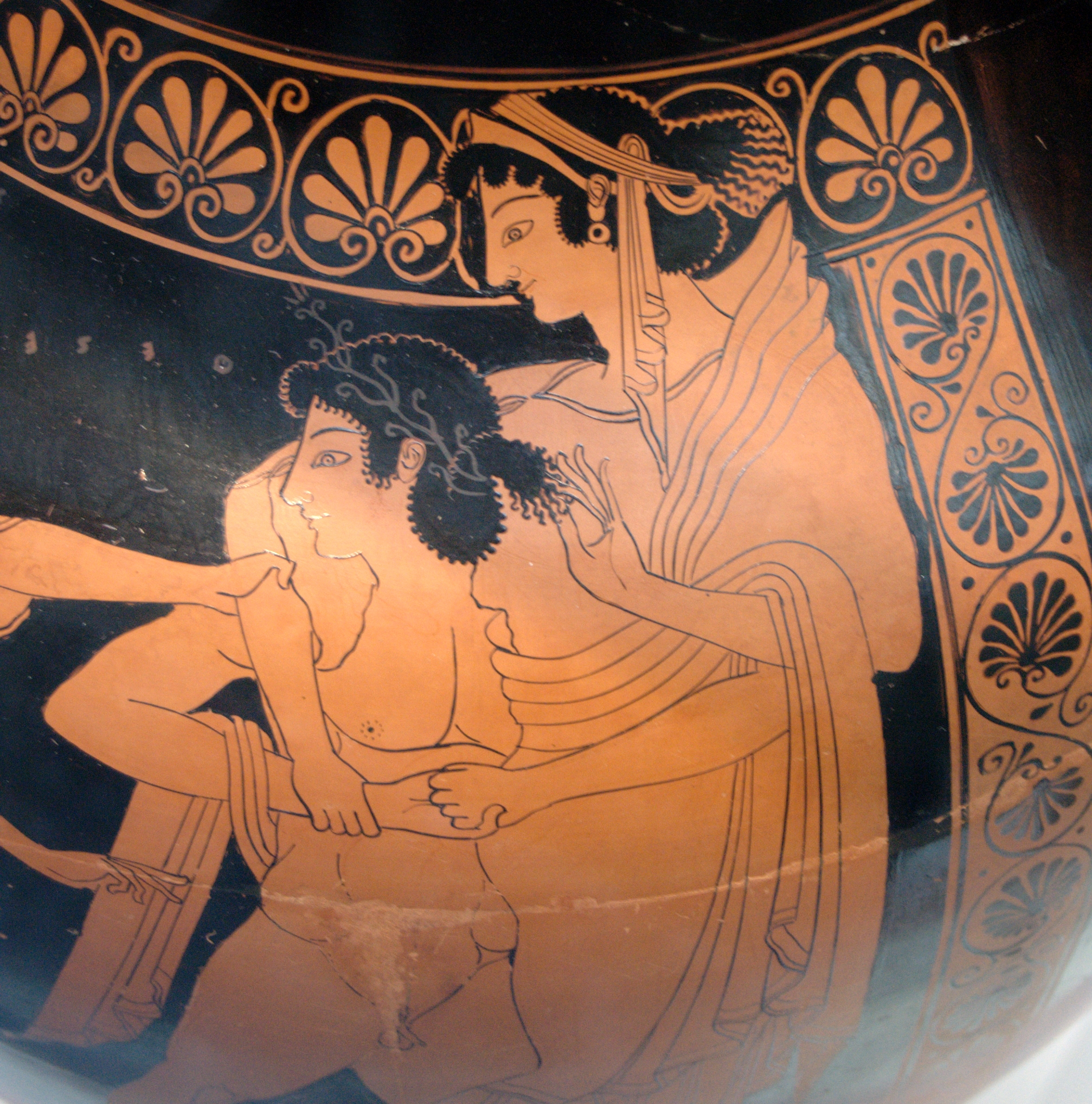
Helena raptada per Teseu

Academ (en grec: Ἀκάδημος) va ser un heroi grec mitològic de la ciutat d'Atenes, que va revelar a Càstor i Pòl·lux quan van envair l'Àtica per alliberar la seva germana petita Helena segrestada per Teseu, el lloc on aquest la tenia amagada, evitant així que els Dioscurs continuessin devastant el país. A la seva mort, va ser enterrat en un bosc als afores d'Atenes, més enllà del barri del Ceràmic.
El bosc que envoltava el lloc de la sepultura el va fer cèlebre Plató quan hi va instal·lar la seva escola, l'Acadèmia.
Algunes tradicions feien derivar el nom d'Acadèmia, d'Equedem, un arcadi company dels Dioscurs que anava en la mateixa expedició.